# Harry A. Miller Manufacturing Company

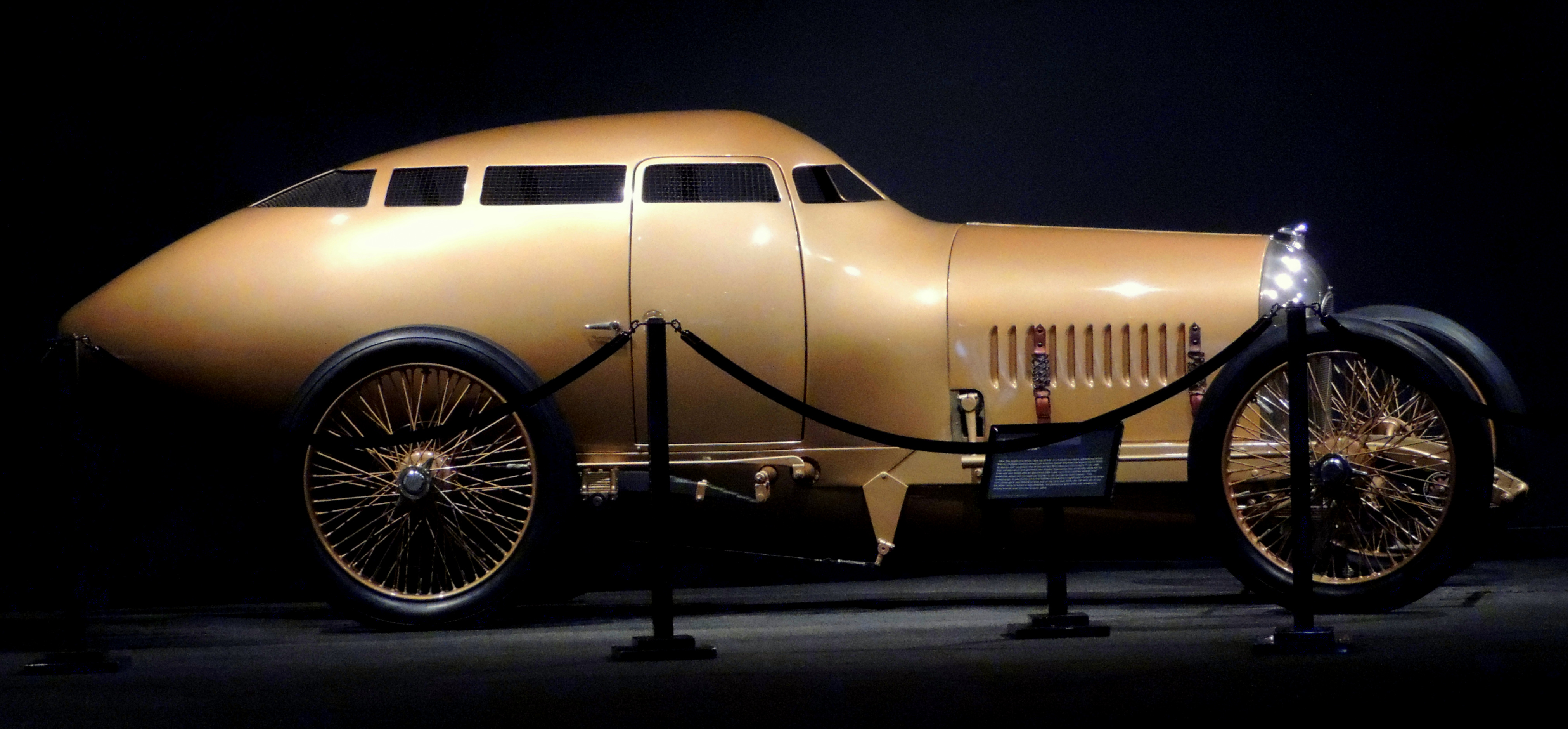
Golden Submarine von 1917

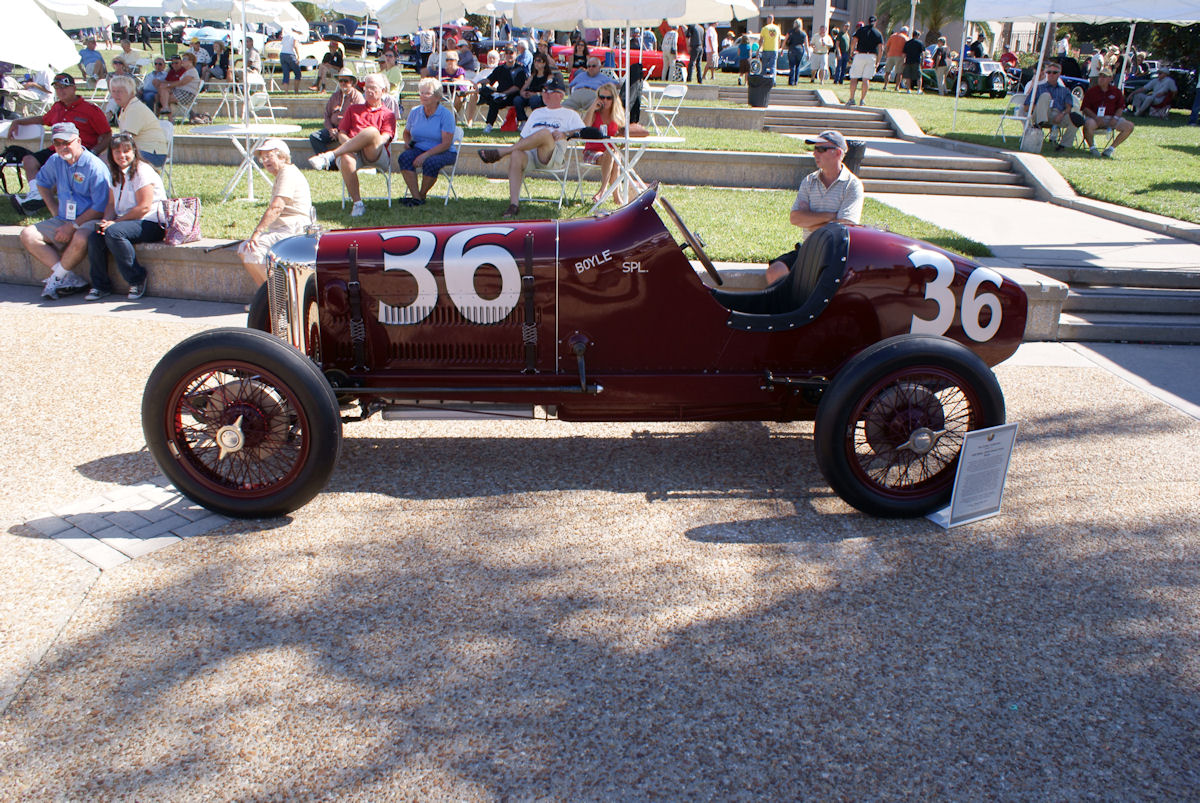
Miller 122-91 von 1922

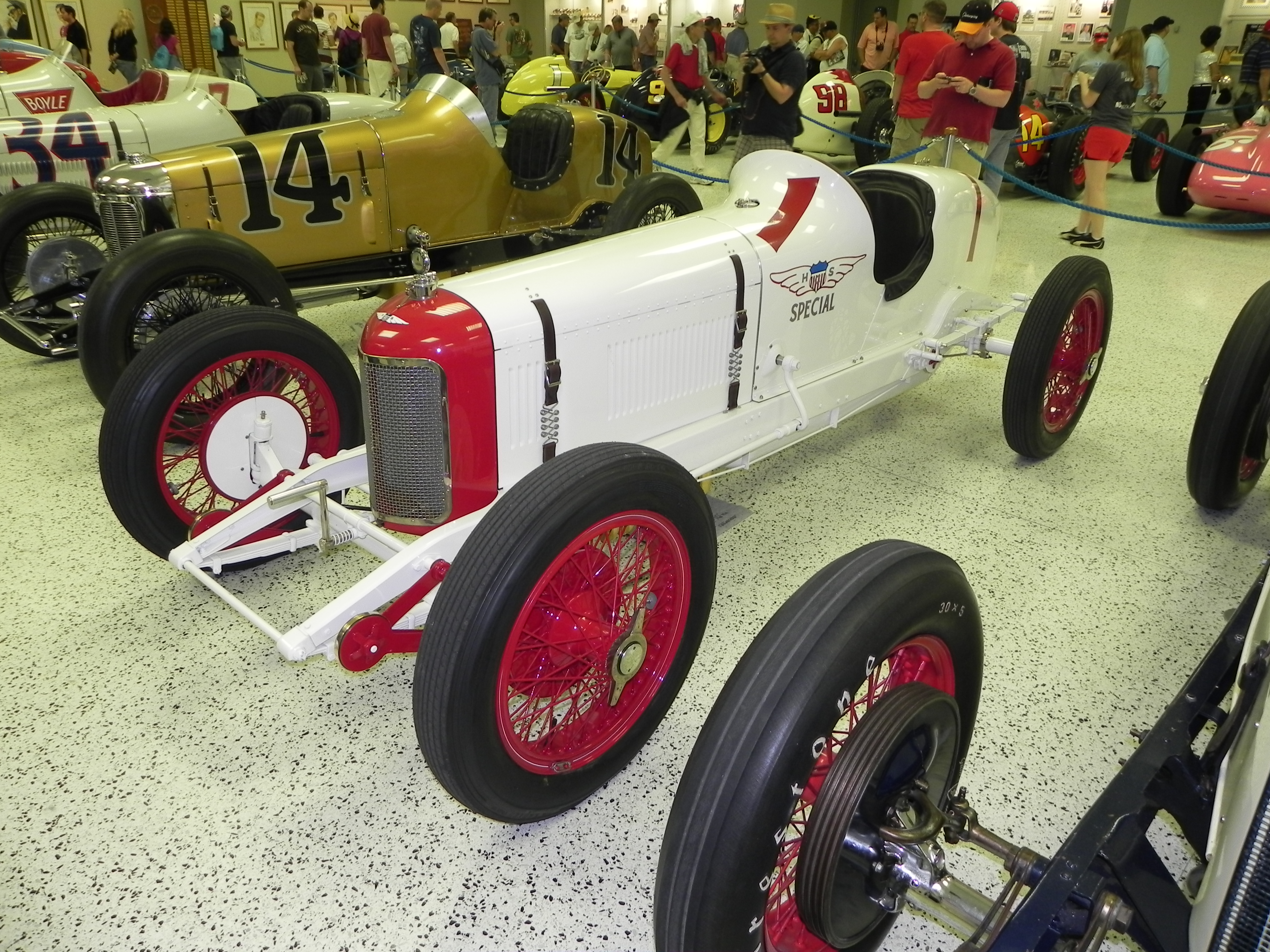
Rennwagen von 1923

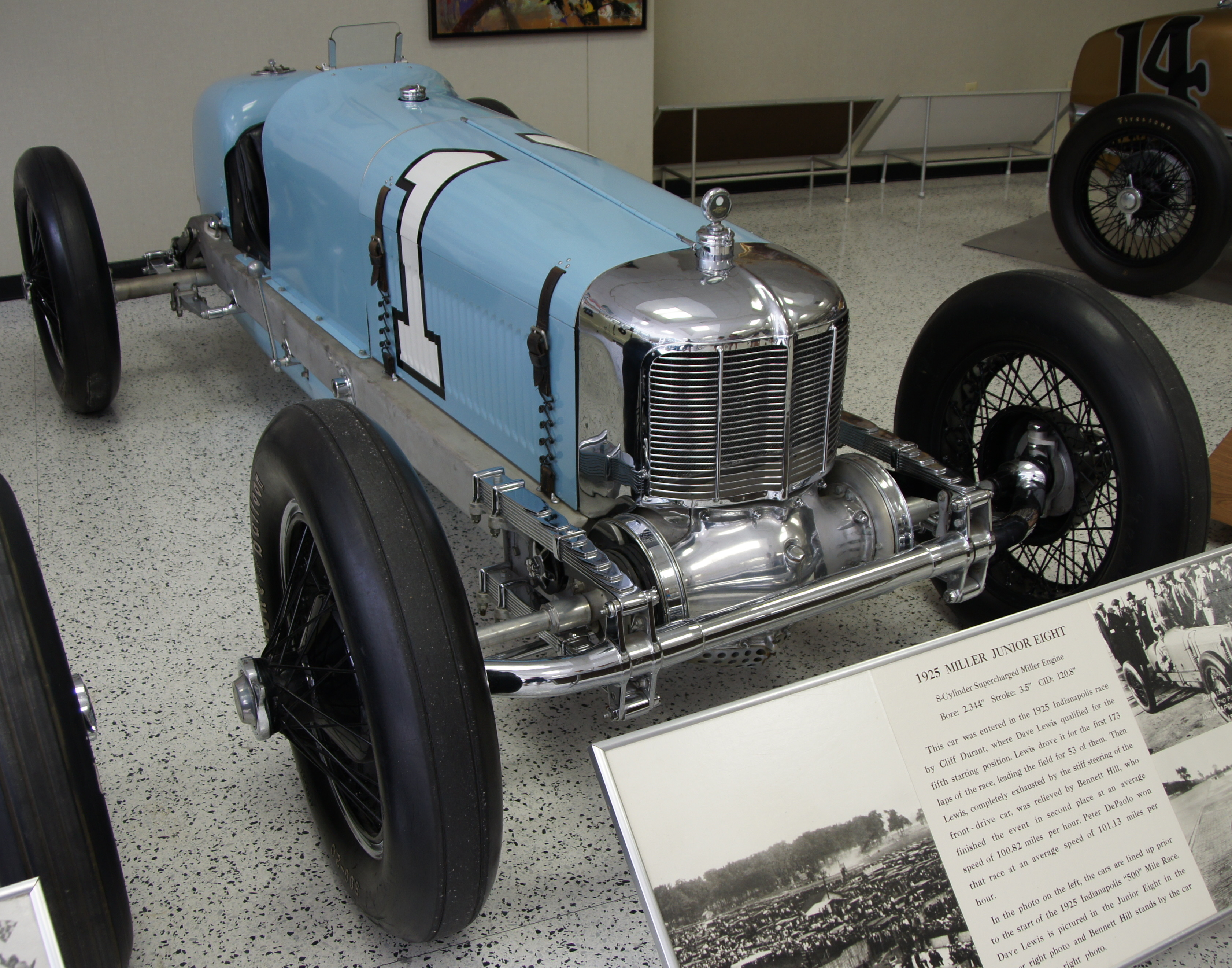
Miller Junior Eight von 1925

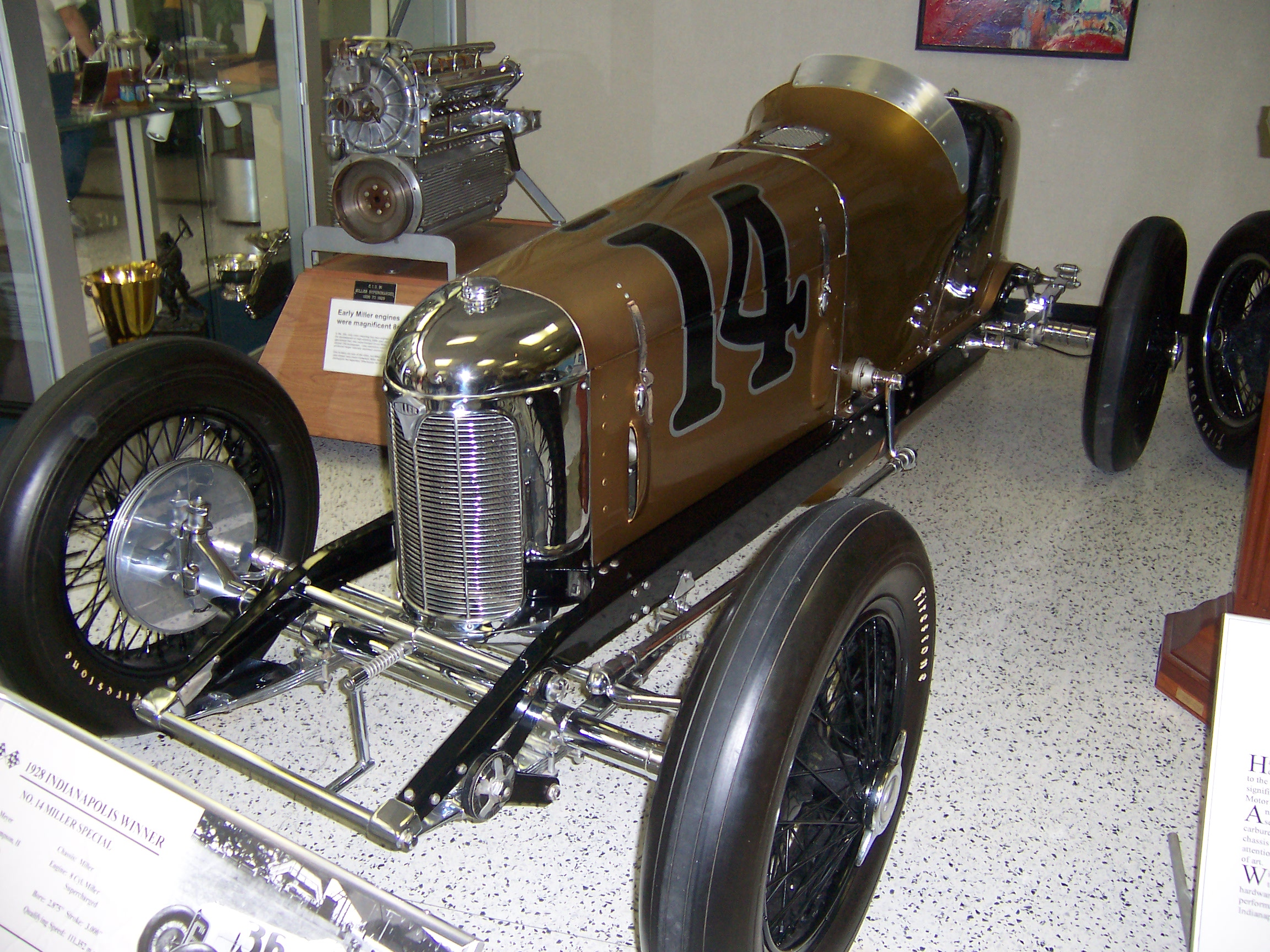
Rennwagen von 1928

Harry A. Miller Manufacturing Company war ein US-amerikanischer Hersteller von Kraftfahrzeugen und Motoren.

## Unternehmensgeschichte
Harold Arminius Miller hatte bereits 1905 in Los Angeles in Kalifornien einen Personenkraftwagen für den eigenen Bedarf hergestellt. 1911 gründete er New-Miller Manufacturing zur Herstellung von Vergasern. Dieses Unternehmen existierte bis zu Beginn der 1920er Jahre.
1912 gründete er dann die Master Carburetor Company, die später in Harry A. Miller Manufacturing Company umbenannt wurde. Er stellte Kraftstoffpumpen, Vergaser und Kolben her.
1915 kamen Motoren und Fahrgestelle für Rennwagen dazu. Fred Offenhauser war daran beteiligt. 1917 entstand – in Folge des tödlichen Unfalls von Bob Burman – in Zusammenarbeit mit Barney Oldfield Golden Submarine, ein geschlossener Rennwagen mit Überrollkäfig und Stromlinienkarosserie.
Später wurden einige Pkw gefertigt, die als Miller bekannt wurden. 1933 folgte der Bankrott. Fred Offenhauser übernahm und gründete Offenhauser.

## Produkte
Die ersten Rennmotoren wurden 183 genannt. Es ist nicht sicher, ob das für ihren Hubraum in Kubikzoll steht. Der Wert entspricht umgerechnet 3000 cm³. Diese Motoren dominierten die amerikanische Rennszene bis 1922.
Danach trat ein neues Reglement in Kraft. Der Hubraum war auf 122 Kubikzoll bzw. 2000 cm³ begrenzt. Der neue Motor wurde 122 genannt. Es war ein Achtzylinder-Reihenmotor. Die Erfolge hielten an.
1923 wurden zwei Pkw-Modelle angekündigt. Eines sollte einen Vierzylindermotor haben und etwa 2000 US-Dollar kosten. Für das andere Modell war der 2-Liter-Rennmotor geplant. Der Preis sollte 10.000 Dollar betragen. Das Unternehmen war allerdings zu beschäftigt, sodass nicht einmal Prototypen entstanden.
1926 folgten die Veranstalter des Indianapolis 500 den internationalen Vorgaben und beschränkte den Hubraum auf 91,5 Kubikzoll bzw. 1500 cm³. Miller entwarf mit dem 91 einen neuen Motor, der das Hubraumlimit einhielt. Er war mit einem Kompressor ausgerüstet. Die Produktion dieser Motoren lief bis 1929.
Zwischen 1928 und 1932 bot Miller Pkw an. Sie entstanden nach Kundenaufträgen. Das erste Fahrzeug von 1928 hatte einen speziell entwickelten V8-Motor mit 310 Kubikzoll (5080 cm³) Hubraum. Ungewöhnlich war der Allradantrieb. Der Aufbau war ein offener Speedster, gefertigt von Kirchhoff. Käufer war Phillip Chancellor, ein reicher Sportler aus Santa Barbara. 1932 wurde das zweite Fahrzeug hergestellt. Auftraggeber war der Diplomat William A. M. Burden aus New York City. Der Wagen hatte einen V16-Motor mit 303 Kubikzoll (4965 cm³) Hubraum, der von einem Kompressor aufgeladen wurde. Der Speedster hatte ebenfalls Allradantrieb und kostete 35.000 Dollar.

## Übersicht über Pkw-Marken aus den USA, dieMillerbeinhalten
| Marke         | Hersteller                            | Vermarktungsbeginn | Vermarktungsende | Ort, Bundesstaat         |
| ------------- | ------------------------------------- | ------------------ | ---------------- | ------------------------ |
| Frayer-Miller | Buckeye National Motor Car Company    | 1904               | 1909             | Springfield, Ohio        |
| Miller        | Miller                                | 1901               | 1902             | Orrville, Ohio           |
| Miller        | Miller Motor Company                  | 1907               | 1907             | Bridgeport, Connecticut  |
| Miller        | Miller Car Company                    | 1911               | 1914             | Detroit, Michigan        |
| Miller        | Harry A. Miller Manufacturing Company | 1928               | 1932             | Los Angeles, Kalifornien |
| Miller-Peters | Miller-Peters Motor Car Company       | 1907               | 1907             | Newport, Kentucky        |
| Miller-Quincy | E. M. Miller Company                  | 1922               | 1924             | Quincy, Illinois         |